# Chromodoris lochi
Espèce
Chromodoris lochi est une espèce de nudibranches de la famille des Chromodorididae.

## Répartition
Cette espèce se rencontre dans la zone centrale de la région Indo-Pacifique.

## Habitat
Son habitat est la zone récifale externe, sur les sommets ou sur les pentes jusqu'à la zone des 30 m de profondeur.

## Description

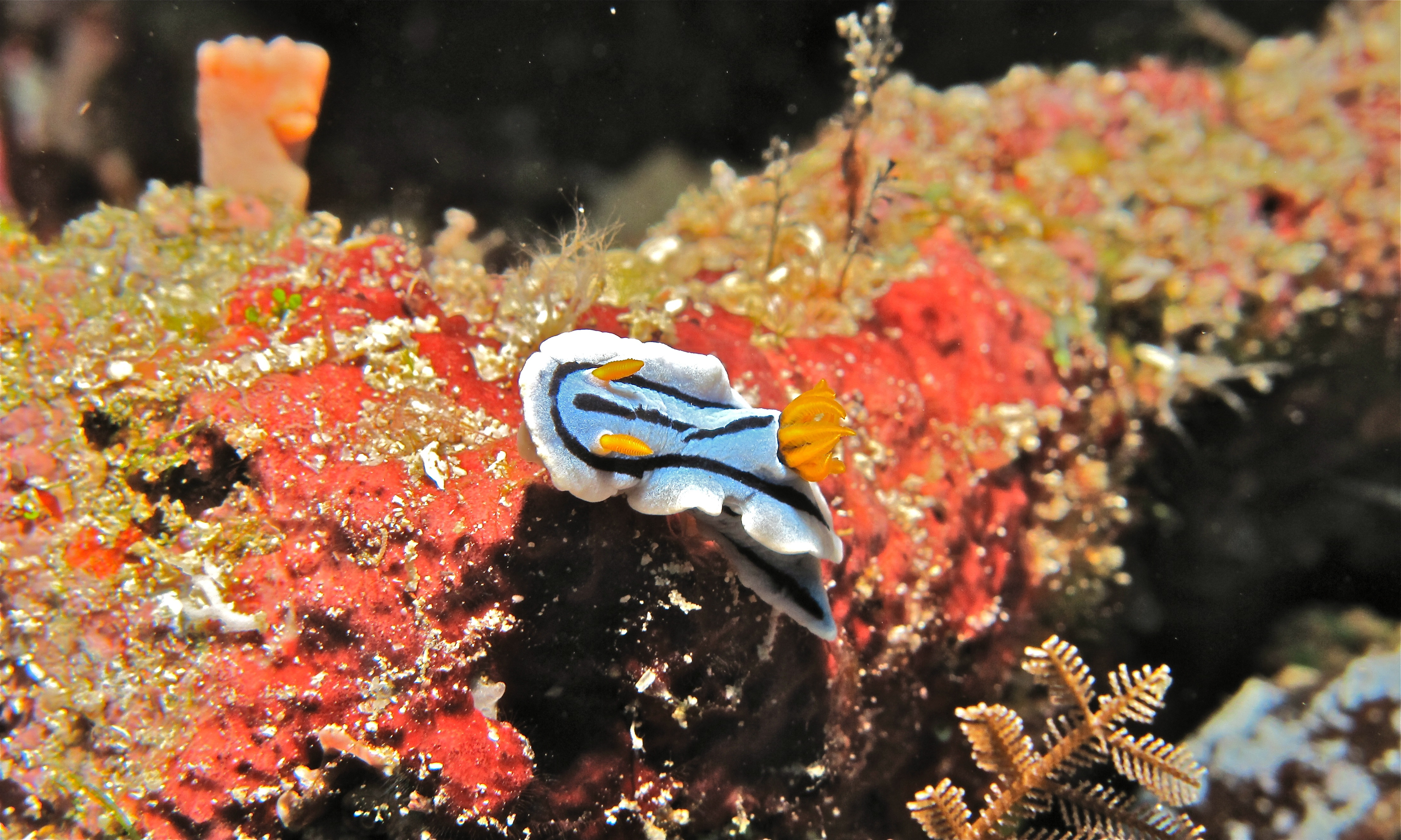
Chromodoris lochi (Célèbes, Indonésie).

Chromodoris lochi peut mesurer jusqu'à 3 cm.
Le pied est étiré et quasiment recouvert par les bords du large manteau, il est de teinte bleue superficiellement moucheté de micro-points blancs avec une bande noire.
La livrée du manteau est de couleur bleue comme le pied ; l'intensité du bleu varie d'un individu à l'autre pouvant aller du bleu-ciel dilué au bleu électrique.
Une ligne noire quasi-continue parcourt la face dorsale contournant les rhinophores et les branchies, le centre du manteau est également traversé par une ligne noire qui n'est pas nécessairement continue. Il peut exister selon les individus d'autres traits noirs répartis sur le manteau.
L'extrême bord du manteau comporte un fin liseré blanc.
Les rhinophores lamellés, contractiles, ainsi que le bouquet branchial, rétractile, sont de couleur variable et peuvent être de la même teinte que le corps, ou avec un légère coloration rosée, ou être orange vif.
Lorsque l'animal se déplace, il active les bords de la jupe de son manteau en un mouvement ondulé.

## Éthologie
Ce Chromodoris est benthique et diurne, se déplace à vue sans crainte d'être pris pour une proie, grâce à la présence de glandes défensives réparties dans les tissus de son corps.

## Alimentation
Chromodoris lochi se nourrit principalement, d'après les observations actuelles, d'éponges.

## Systématique
Le nom valide complet (avec auteur) de ce taxon est Chromodoris lochi Rudman, 1982.
Chromodoris lochi a pour synonyme :
- Chromodoris boucheti Rudman, 1982

### Publication originale
- (en) William B. Rudman, « The Chromodorididae (Opisthobranchia: Mollusca) of the Indo-West Pacific: Chromodoris quadricolor, C. lineolata and Hypselodoris nigrolineata colour groups », Zoological Journal of the Linnean Society, Royaume-Uni, vol. 76,‎ 1982, p. 183-241 (ISSN 0024-4082, e-ISSN 1096-3642).